# Lars Yngve Johansson
Lars Yngve Johansson, ofta verksam under pseudonymen Vasa, född 31 december 1966 i Katarina församling i Stockholm, är en svensk manusförfattare, kompositör och trumslagare.
Johansson har varit trumslagare i grupperna Nina Letar UFO och Pontus & Amerikanerna, grundare av och låtskrivare/kompositör i duon Big Money. Han har även skrivit låtar åt grupper som Army of Lovers och Vacuum. Som skådespelare medverkande han i filmerna Drömkåken 1993, Silvermannen 1996 och Evil Ed 1997.
Johansson är bror till författaren Anders Fager.

## Filmmanus
- 1996 – Silvermannen (TV-serie)
- 1999 – Sally (TV-serie)
- 2000 – Den bästa sommaren
- 2000 – På gränsen (TV-serie)
- 2003 – Kopps
- 2004 – Strandvaskaren
- 2006 – Mäklarna (TV-serie)
- 2007 – Levande föda (TV-serie)
- 2015 – Glada hälsningar från Missångerträsk

## Filmmusik
- 1996 – Silvermannen
- 1994 – Rapport till himlen